# 6-Pak
6-pak (também conhecido como Sega Genesis 6-pak e por vezes escrito como 6-PAK) é uma compilação de jogos liberada pela Sega em 1996, que consiste em seis jogos liberados para o Sega Genesis entre 1989 e 1991. Foi lançado como Mega Jogos 6 na Europa, e foi empacotado com o console  Mega Drive II de 1996.

## Jogos
Os seguintes jogos são apresentados nesta compilação:
Sonic the Hedgehog
Columns
Super Hang-On
Golden Axe
Streets of Rage 1
The Revenge of Shinobi